# Vojtěch Nudera
Vojtěch Nudera, ou Adalbert Nudera, né en 1748 et mort en 1811, est un compositeur bohémien de musique classique.

## Biographie
Vojtěch Nudera, également appelé Adalbert Nudera, naît en 1748 dans le royaume de Bohême,,,,.
Il travaille toute sa vie à Prague en tant que violoniste, clarinettiste et joueur de cor de basset, puis également cantor et professeur à l'école capitulaire de Vysehrad.
Vers 1796, Nudera travaille comme violoniste à la cathédrale de Prague,.
Il meurt en 1811, probablement à Prague,,,,.

## Œuvre
Vojtěch Nudera a écrit des divertimenti et des polonaises pour le trio de cor de basset, très populaire à l'époque. Selon Bernhard Kösling « ses œuvres sont une sorte de passerelle entre le grand classicisme viennois autour de Wolfgang Amadeus Mozart et la musique tchèque la plus raffinée ».
- Andantino avec huit Variations poir la Clarinette et Fagotte ob., avec accompagnement de deux Violons, deux Cors, et B. op. 1 (1796)[7],[8]
- Divertimento Nr. 2 pour trois cors de basset
- Divertimenti Nr. 4
- Divertimento in C  pour trois cors de basset ou 2 clarinettes et cor de basset
- Partita en ré pour 2 clarinettes, 2 cors d'harmonie et basson
- Polonaises

## Enregistrements
- 1983 : Partita en ré pour 2 clarinettes, 2 cors d'harmonie et basson par la Komorní Harmonie (CD Josef Mysliveček / František Vojtěch Mišík / Vojtěch Nudera, Supraphon 1111 3197)[9]
- 1994 : Divertimento a Tre in C et Parthia Ex Dis par le Prague Mozart Trio (CD Nudera, Brixi, Matouš a.o., Multisonic 31 0250-2)[2],[10]
- 1999 : Divertimento No 2 par des membres du Czech Nonet (CD La Musica Boema, 	Clarton CQ 0042-2 131)[11]
- 1999 :  Divertimento par le Stadler Trio (CD Mozart & Contemporaries on 3 original Lotz basset horns, Glossa Music GCD 920603)[12]
- 2011 : Adalbert Nudera - Bassethorn-Trios par l'ensemble Clarimonia (Cavalli Records CCD 810)[13]